# Pandur I
Pandur I je oklopni transporter razvijen u austrijskoj tvrtci Steyr-Daimler-Puch tijekom 1980-ih kao privatni projekt tvrtke. U 2003. General Dynamics je preuzeo Steyr-Daimler-Puch i od sada je ta tvrtka dio General Dynamics European Land Combat Systems (ELCS), u čijem se vlasništvu nalaze i MOWAG i Santa Bárbara Sistemas. Pandur I proizvodi se pod licencom u sloveniji pod nazivom Valuk.

## Razvoj i korisnici
Razvoj Pandura pokrenut je 1979. godine zbog zahtjeva austrijske vojske za oklopnim izvidničkim vozilom. Prvi prototip je dovršen 1984. godine, no zbog nedostataka novca austrijska vojska je odustala od narudžbe. Kako projekt nebi propao, tvrtka Steyr-Daimler-Puch morala se probiti na svjetsko tržište. Prvi pokušaj prodaje bio je u Velikoj Britaniji, no taj pokušaj je bio bezuspješan. Jedan je prototip 1987. godine poslan u Švedsku kako bi se testirale sposobnosti vozila u ekstremno hladnim uvjetima. Nekoliko prototipova je poslano u Kuvajt 1988. i 1989. godine, s nadom da će biti odabran za novo oklopno vozilo vojske Kuvajta. U isto vrijeme je Irak okupirao Kuvajt, pa je prodaja bila nemoguća. Godine 1994. austrijska vojska je konačno naručila 68 Pandura 1 u inačici oklopnog transportera za potrebe svojih postrojbi koje djeluju u mirovnim snagama UN-a. Testiranja u Kuvajtu su se isplatila i 1996. Kuvajt naručuje 70 vozila za svoju Nacionalnu gardu. No, ta vozila nisu napravljena u Austriji ni u Kuvajtu nego u SAD-u. Američka tvrtka AV Technology je po ugovoru izrađivala oklopno tijelo, ugrađivali naoružanje i dovršavali vozilo, dok su Austrijanci isporučivali transmisiju s podvozjem i motore. Sličana prodaja je napravljena i s Belgijom, gdje je tvrtka Espace Mobile International zajedno s austrijskom tvrtkom proizvela 54 Pandura za Belgijsku vojsku. Sa slovenskom tvrtkom STO Ravne je potpisan ugovor za licencnu proizvodnju za potrebe Slovenske vojske uz mogućnost prodaje susjednim državama. SAD je kupio 50 Pandura 1 za potrebe svoje vojske. Zbog uspješne prodaje Pandur 1 oklopnog vozila, tvrtka Steyr-Daimler-Puch je razvila i novo i veće oklopno vozilo, Pandur II.

## Karakteristike

### Naoružanje
Oklopno vozilo Pandur 1 razvijano je kao višenamjensko vozilo koje se prilagođava potrebama i zahtjevima potencijalnih kupaca. Zato se ono može naoružati s različitim vrstama naoružanja, od strojnica do topova raznih kalibara. U osnovi, Pandur je izvidničko ili transportno vozilo koje je naoružano teškom 12,7 mm strojnicom koja je postavljena u lako oklopljenu kupolu. Ovakvo naoružanje namijenjeno je za obavljanje zadaća u mirovnim misijama, gdje nema potrebe za jačim naoružanjem. Inačica ARSV naoružana je 30 mm Mauser Mk 30 automatskim topom koji je postavljen u kuplu. Slična kupola i top postavljaju se i na borbeno oklopno vozilo ASCOD. Na Pandur se može postaviti i američka kupola MGTS naoružana 40 mm bacačem granata ili 30 mm automatskim topom M230 Chain Gun ili s 12,7 mm teškom strojnicom. Jedna od načica koja je prodana u Kuvajtu naoružana je s 25 mm topom Bushmaster M242. Kuvajtska Nacionalna garda je odabrala i inačicu oklopnog izvidničkog vozila za pružanje vatrene potpore s kupolom CMI LCTS 90 u koju je montiran 90 mm top Kenerga Mark 8. Top rabi dvije vrste granata. Granata M690 s potkalibarnim penetratorom koji teži 2,05 kg i ima početnu brzinu 1340 m/s. Ovaj volframomov penetrator može na normalnim udaljenostima probiti homogeni čelični oklop debljine 120 mm koji je postavljen pod kutom od 60o. S ovim karakteristikama može uništiti oklopne transportere i borbena oklopna vozila, pa čak i starije tenkove poput T-55 i M47 Patton. Druga granata je kumulativna M691 težine 7,2 kg. Domet joj je oko 1000 metara.
U inaćici lovca tenkova isto ima različitih naoružanja. Prva inačica je naoružana s protuoklopnom kupolom Euromissle UMT 800 koja ima 4 lansera za protuoklopne vođene rakete HOT dometa 4 kilometra. Austrijska vojska je svoje pandure opremila s norveškom kupolom tvrtke Kvaerner-Eureka za rakete TOW dometa 3750 metara. Kuvajtska vojska je testirala kupolu za navođene rakete Hellfire dometa 8 do 12 kilometara. Hellfire raketa uništava sve moderne tenkove čak i ako su zaštićeni eksplozivno-reaktivnim oklopom. Navođenje rakete je laserski i radarski.
Slovenija je svoj Valuk naoružala s izraelskom kupolom OWS 25 u koju je ugrađena 12,7 mm teška strojnica ili 25 mm M242 Bushmaster top. 

### Oklop
Oklop na na Panduru je solidan, na razini sličnih oklopnih vozila. Oklopno tijelo je napravljeno od zavarenih čeličnih ploča pancirnog čelika. Ovakav oklop štiti posadu od paljbe iz vatrenog oružja kalibra 7,62 mm s udaljenosti od 30 metara. Na prednjoj strani vozila je oklop pojačan tako da može zaštititi posadu od paljbe iz oružja kalibra 12,7 mm. Dodavanjem dodatnog pasivnog oklopa moguće je povećati otpornost oklopa na paljbu 14,7 mm strojnica. Na vozilo se može postaviti i dodatni oklop za povećanu zaštitu od mina.

### Pokretljivost
Pandur I pokreće šestcilindarski Dieselov motor Steyr WD 612.95. Razvija maksimalnih 260 KS pri 2400 okretaja u minuti. U Pandur se može ugraditi i jači, Steyr WD 611.55 koji razvija 285 KS pri 2500 okretaja u minuti. Snaga se na svih 6 kotača prenosi preko automatske transmisije Allison Trasmission MT-653 DR s pet brzina. Uz tu transmisiju, Pandur postiže brzinu od 100 km/h, a domet vozila s jednim tankom benzina je 700 km. Specifična snaga sa slabijim motorom iznosi 19,25 KS/t.
Za pogon u vodi na kraj vozila su ugrađene dvije vodene mlaznice, koje osiguravaju amfibijske sposobnosti vozila. Brzina plovljenja iznosi 11 km/h. Priprema za plovljenje je potpuno automatizirana i traje manje od minute. Prilikom pripreme, posada ne mora izlaziti iz vozila.

## Inačice
- Pandur I
  - Model A (proširen krov)
    - Oklopni transporter
    - Medicinsko vozilo
    - Lovac tenkova
    - Oklopno vozilo za popravke
    - Zapovjedno vozilo

  - Model B (ravan krov)
    - Amfibijsko vozilo
    - Samohodni minobacač
    - Vozilo za blisku vatrenu potporu
- Pandur II

## Korisnici
- Austrija - 71 vozilo
- Belgija - 60 vozila u 5 inačica, proizvedeni su u Belgiji
- Kuvajt - 70 vozila u 6 inačica, proizvedeni u AV Tehnology
- SAD - 50 vozila, proizvedeni u AV Tehnology
- Slovenija - 85 vozila napravljenih pod licencom, poznatiji kao Valuk

## Vanjske poveznice
- Steyr-Daimler-Puch Spezialfahrzeug GmbH  Arhivirana inačica izvorne stranice od 23. lipnja 2006. (Wayback Machine)
- Army-technology.com